# Isla Hanover
Isla Hanover (svenska: 'Hanoverön'), även beskriven som Nya Hannoverön eller Hanover, är en ö i Chile. Den ligger i regionen Región de Magallanes y de la Antártica Chilena, i den södra delen av landet, 2 000 km söder om huvudstaden Santiago de Chile. Arean är 811 km² och högsta punkten ligger 1158 meter över havsnivån.

## Geografi
Ön ligger i arkipelagen Archipiélago de Hanover och är omgiven av sund. I norr är det Angostura Guía och Estrecho Inocentes, i väster Stilla havet och Canal Farrel, i söder Canal Ignacio och i öster Estrecho Esteban. Den skiljs från Isla Chatham av Estrecho Esteban, Angostura Guía och Estrecho Inocentes.
Sunden öster om ön är som minst mindre än 1 km breda, och till grannöarna i söder och norr – Isla Jorge Montt respektive Isla Farrel – är det som minst cirka 200 meter. Avståndet till det chilenska fastlandet är cirka 12 km.
Ön är starkt kuperad, i en bergig och starkt uppbruten fjordmiljö där smala sund och fjordar åtskiljer en stor mängd flikigt formade öar.

## Natur och befolkning
Den starkt kuperade ön saknar fast mänsklig bosättning. I dalarna nedanför de höga fjällen växer på många ställen sydbokar.

## Ön i kulturen
Ön förekommer i Jules Vernes roman Två års ferier. I boken beskrivs den som en ö omgiven av cirka 50 km breda havssund, vilket rimmar illa med verkligheten. I Jules Vernes berättelse, av typen robinsonad, fungerar ön som en isolerad ö där en grupp barn och ungdomar tvingas tillbringa en längre tid, i tron att ön ligger hundratals kilometer från närmaste kust. I boken namnger de strandsatta ön som Chairmanön, efter namnet på sin gamla skola; jämför med Isla Chatham strax öster om Isla Hanover.
Jules Verne besökte aldrig arkipelagen utan var hänvisad till kartböcker och andras beskrivningar av regionen. Vernes enda utlandsresor under sitt liv skedde till New York, Skottland, Norge och Sverige samt runt på Medelhavet på sin yacht Saint-Michel.